# Vasa-Syndrom
Als Vasa-Syndrom wird in Management- und Marketingkreisen ein Kommunikationsproblem bezeichnet, das zum Scheitern eines ganzen Vorhabens führt. Der Begriff basiert auf der Geschichte des schwedischen Kriegsschiffs Vasa, das bereits bei seiner Jungfernfahrt im Jahre 1628 sank, da es zu instabil war. Die Instabilität wird auf massive Kommunikationsprobleme zwischen dem Auftraggeber, dem schwedischen König Gustav II. Adolf von Schweden, und dem Schiffsbaumeister Henrik Hybertsson zurückgeführt.